# Gehenna
Gehenna est un groupe de black metal norvégien, originaire de Stavanger.

## Biographie
Le groupe est formé en 1993 par les membres Sanrabb, Dolgar et Sir Vereda, qui endossent respectivement les rôles de chanteur et guitariste, bassiste et chanteur, et de batteur. Peu après la formation, le groupe sort une première démo, Black Seared Heart. Pendant cette période, un vinyle du groupe, intitulé Ancestors of The Darkly Sky, sort sous le label Necromantic Gallery Productions. Peu après la sortie de ces deux productions, Sir Verada est renvoyé du groupe. Il est remplacé par Dirge Rep. En 1994, Sarcana rejoint le groupe en tant que claviériste. En mars de cette année, le groupe entre en studios pour y enregistrer son premier album, First Spell. Cet album leur permet d'accroitre leur notoriété et d'acquérir une certaine reconnaissance sur la scène metal. L'année suivante, Gehenna sort un deuxième album studio, Seen Through The Veils of Darkness. Peu avant la sortie du troisième album studio du groupe, Svartalv quitte le groupe. Il sera remplacé par Noctifer, qui quittera le groupe à son tour quelques mois plus tard, pendant l'enregistrement de l'album.
Une fois les parties de basse terminées par E.N. Death, l'album Malice est publié en 1996 sous le label Cacophonous Records. E.N. Death, qui était censé être un membre de session pour enregistrer l'album, intègre finalement le groupe. En 1998, Gehenna signe avec le label Moonfog Productions et y sort très rapidement l'EP Deadlights, dont la sortie est très rapidement suivie par celle de l'album Adimiron Black.
Durant la période de contrat avec ce label, le groupe sort l'album Murder en 2000 et WW en 2005. Plus tard dans l'année 2005, le groupe signe avec le label ANP Records, contrat qui sera finalement rompu en décembre 2007. Le groupe signe par la suite avec le label Indie Recordings. En 2013, ils publient l'album Unravel.

## Membres

### Membres actuels
- Sanrabb - chant, guitare
- Amok - guitare
- Dolgar - basse, chant
- Dirge Rep - batterie

### Anciens membres
- Nekro - guitare
- E.N. Death (Frode Sivertsen) - basse (1996-2000)
- Noctifer - basse (1996)
- Svartalv / Kenneth - basse (1993-1996)
- Blod - batterie (1998-2001)
- Dirge Rep (Per Husebø) - basse (1993-1997, depuis 2007)
- S. Winter - batterie
- Sir Vereda - batterie (1993)
- Damien - claviers (1998-1999)
- Sarcana / Nina - claviers (1994-1997)
- Kine - claviers (2000-2005)

## Discographie

### Albums studio
- 1994 : First Spell
- 1995 : Seen through the Veils of Darkness
- 1996 : Malice
- 1998 : Adimiron Black
- 2000 : Murder
- 2005 : WW
- 2013 : Unravel

### Démos et EP
- 1993 : Ancestor of the Darkly Sky (EP)
- 1993 : Black Seared Heart (démo)
- 1998 : Deadlights